# Komedia kryminalna

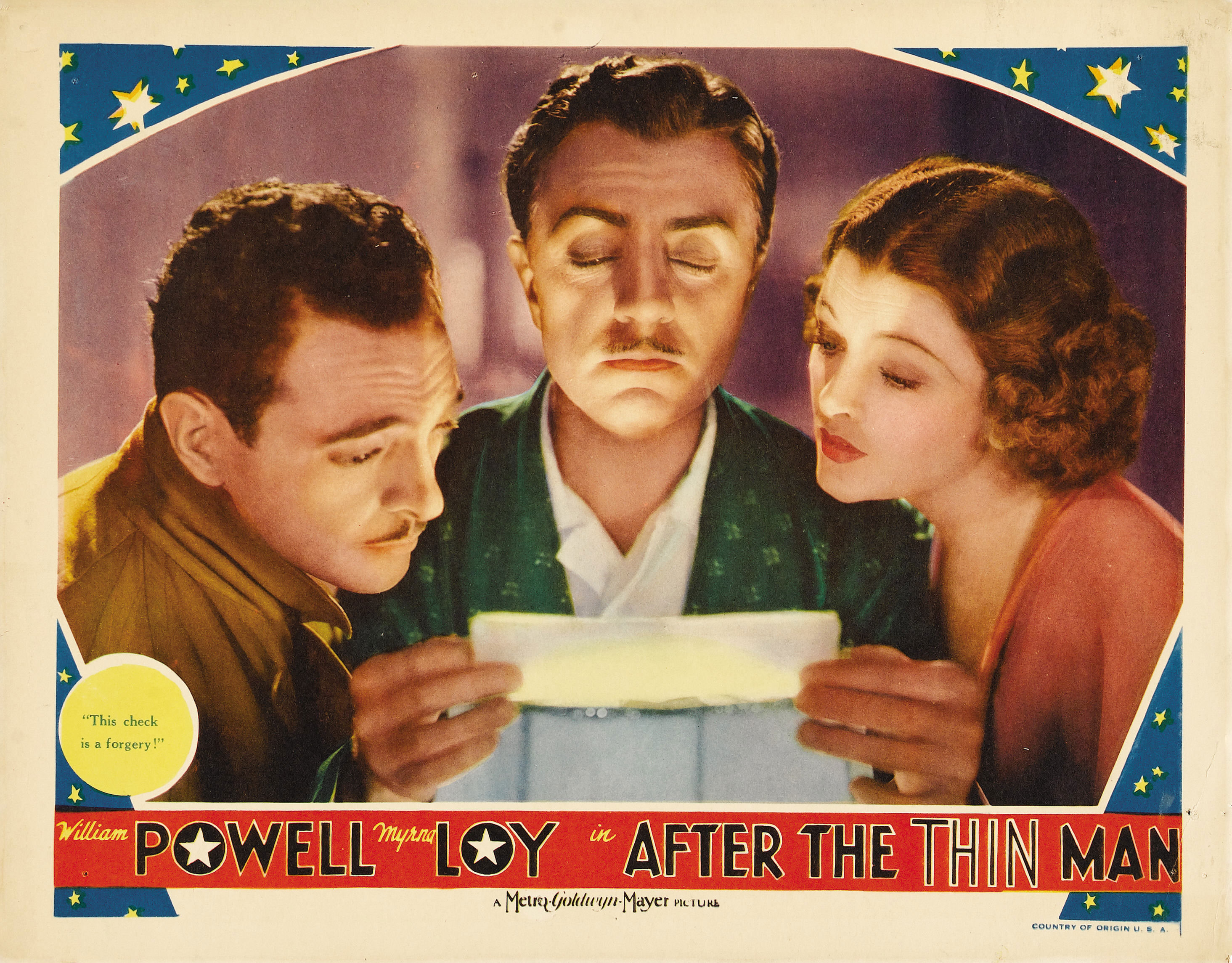
Scena z komedii kryminalnej (Od wtorku do czwartku, MGM, 1936).

Komedia kryminalna − gatunek filmowy lub teatralny, łączący fabułę dotyczącą zbrodni i jej wykrywania, z elementami komizmu (często o charakterze czarnego humoru).
Jedną z najgłośniejszych polskich komedii kryminalnych lat 60. XX w. był film Lekarstwo na miłość (1966) w reżyserii Jana Batorego, nakręcony na podstawie powieści Klin (1964) Joanny Chmielewskiej.